# Björn Bergmann Sigurðarson
Björn Bergmann Sigurðarson (ur. 26 lutego 1991 w Akranes) – islandzki piłkarz grający na pozycji napastnika. Od 2018 roku zawodnik rosyjskiego FK Rostów.

## Życiorys
Jest wychowankiem klubu Íþróttabandalag Akraness. W jego pierwszym zespole występował w latach 2007−2009. W sumie w rozgrywkach Úrvalsdeild zagrał w 30 meczach, w których strzelił 5 goli. 1 stycznia 2009 został piłkarzem norweskiego Lillestrøm SK. 16 lipca 2012 odszedł za około 3 miliony euro do angielskiego Wolverhampton Wanderers F.C.. W Football League Championship zadebiutował 18 sierpnia 2012 w przegranym 0:1 spotkaniu z Leeds United F.C.. Grał w nim od 69. minuty po zastąpieniu Sylvana Ebanks-Blake. W sezonie 2014 przebywał na wypożyczeniu w norweskim Molde FK, zaś w rundzie wiosennej sezonu 2014/2015 w duńskim FC København. W latach 2016−2018 był zawodnikiem Molde. 5 stycznia 2018 został sprzedany do rosyjskiego FK Rostów. 3 marca 2018 zagrał po raz pierwszy w lidze rosyjskiej. Miało to miejsce w przegranym 1:3 meczu z FK Krasnodar.
W reprezentacji Islandii zadebiutował 6 września 2011 w wygranym 1:0 meczu z Cyprem. Do gry wszedł w 84. minucie, zmieniając Kolbeinna Sigþórssona.